# Rasbora atridorsalis
Rasbora atridorsalis är en fiskart som beskrevs av Maurice Kottelat och Chu, 1987. Rasbora atridorsalis ingår i släktet Rasbora och familjen karpfiskar. Inga underarter finns listade i Catalogue of Life.